# Gene Roddenberry
 Der er for få eller ingen kildehenvisninger i denne artikel, hvilket er et problem. Du kan hjælpe ved at angive troværdige kilder til de påstande, som fremføres i artiklen.

Gene Roddenberry (Eugene Wesley Roddenberry, 19. august 1921 i El Paso, Texas – 24. oktober 1991 i Santa Monica, Californien) var en amerikansk manuskriptforfatter, tv- og filmproducent, samt skaber af tv-serien Star Trek og dermed Star Trek-universet.
Inden karrieren som manuskriptforfatter fulgte han i sin fars fodspor med tre år på politiskole. Under 2. verdenskrig var han pilot i USA's luftvåben. Efter krigen var han indtil 1949 pilot i et civilt flyselskab. Fra 1949 til 1956 var han ansat ved politiet i Los Angeles. Fra begyndelsen af 1950'erne var han freelance-manuskriptforfatter, og skrev drejebøger til amerikanske tv-serier som Dragnet, Highway Patrol, Dr. Kildare, Naked City og Have Gun, Will Travel
Siden begyndelsen af 1960'erne forsøgte han at sælge sin science fiction-idé, tv-serien Star Trek, til de amerikanske tv-selskaber. Den 8. september 1966 blev det første afsnit sendt på tv-stationen NBC. Serien opnåede ikke de store seertal og var flere gange tæt på at blive stoppet. Seriens fans, der kalder sig selv trekkies (og på dansk hyppigt også trekker), iværksatte dog en seerstorm, og serien fortsatte indtil september 1969.
I 1969 giftede Roddenberry sig med Majel Barrett, der havde været skuespiller i serien og siden kom til at lægge stemme til computeren i flere af de efterfølgende tv-serier, samt indimellem medvirke som skuespiller i nogle af serierne.
Efter Roddenberrys død blev flere af hans andre idéer realiseret, eksempelvis Andromeda og Earth: Final Conflict. Gene Roddenberry var desuden ét af de første mennesker der fik sin aske spredt i verdensrummet.
I 1994 besluttede den Internationale Astronomiske Union at opkalde et krater på Mars efter Gene Roddenberry.